# ورینداوان
ورینداوان (به انگلیسی: Vrindavan) یک منطقهٔ مسکونی در هند است که در Mathura district واقع شده است. ورینداوان ۶۳٬۰۰۵ نفر جمعیت دارد و ۱۷۰ متر بالاتر از سطح دریا واقع شده است.

## شهر بیوه‌ها
ورینداوان به دلیل تعداد زیاد بیوه‌هایی که پس از از دست دادن شوهران خود به شهر و اطراف آن نقل مکان می‌کنند، به شهر بیوه‌ها نیز معروف است. تخمین زده می‌شود که بین ۱۵۰۰۰ تا ۲۰۰۰۰ بیوه در این شهر ساکن شده باشند. بسیاری در فقر شدید زندگی می‌کنند و وقت خود را صرف خواندن سرودهای باجان در باجاناشرام می‌کنند، همانگونه که در تاریخ‌نگار، ویلیام دالریپل، به نام عصر کالی (۱۹۹۸) مستند شده است. سازمانی به نام انجمن خدمات برای کمک به این زنان و کودکان محروم تشکیل شد. طبق یک گزارش نظرسنجی که توسط دولت انجام شده است، چندین خانه توسط دولت و سازمان‌های غیردولتی مختلف برای زنان بیوه ساخته و اداره می‌شود.